# Puerto Guzmán (kommun)
Puerto Guzmán är en kommun i Colombia.   Den ligger i departementet Putumayo, i den sydvästra delen av landet, 500 km söder om huvudstaden Bogotá. Antalet invånare är 22 679.